# زیردریایی کلاس هرابری
سابمارین کلاس هرابری (به انگلیسی: Hrabri-class submarine) یک کلاس از زیردریایی است که طول آن ۷۲٫۰۵ متر (۲۳۶٫۴ فوت) می‌باشد.